# Orzechówka, TiPodkarpackie Voivodeship
Orzechówka [ɔʐɛˈxufka] là một ngôi làng thuộc khu hành chính của Gmina Jasienica Rosielna, thuộc hạt Brzozów, Subcarpathian Voivodeship, ở phía đông nam Ba Lan. Nó nằm khoảng 3 kilômét (2 mi) phía nam Jasienica Rosielna, 7 km (4 mi) phía tây bắc Brzozów và 35 km (22 mi) phía nam thủ đô khu vực Rzeszów.
Ngôi làng có dân số 1.550.